# Nogales (Chili)
Pour les articles homonymes, voir Nogales.
Nogales est une commune du Chili dans la province de Quillota, elle-même située dans la région de Valparaiso. En 2016, sa population s'élevait à 23 859 habitants. La superficie de la commune est de 405 km2 (densité de 59 hab./km2).
Nogales, qui signifie noyers en espagnol, doit son nom à la présence de ces arbres sur son territoire. La population de la commune est essentiellement urbaine (86% en 2002). Une mine de cuivre à ciel ouvert est exploitée par El Soldado, filiale de Anglo American Chile, et du calcaire est extrait par la société Cemento Melon qui l'envoie par train à sa cimenterie située dans la ville de La Calera. La commune dispose de nombreuses terres agricoles fertiles qui produisent notamment des pommes de terre, du maïs et de la tomate.